# عندان الشيخ (تل الضمان)
عندان الشيخ  قرية سوريّة تتبع إداريّاً لمحافظة حلب منطقة جبل سمعان ناحية تل الضمان، بلغ تعداد سكانها 705 نسمة حسب التعداد السكاني لعام 2004.